# Partula salifana
Partula salifana је пуж из реда Stylommatophora и фамилије Partulidae. 

## Угроженост
Ова врста је изумрла, што значи да нису познати живи примерци.

## Распрострањење
Пре изумирања, само Гвам.

## Станиште
Врста Partula salifana је имала станиште на копну.